# Работы на реке Дору
«Работы на реке Дору», также — «Дору, тяжёлый труд на реке» (порт. «Douro, Faina Fluvial») — короткометражный документальный фильм старейшего португальского режиссёра Мануэля де Оливейра, снятый в 1931 году. К столетию кино была подготовлена версия Португальского общества кинематографистов (Sociedade Portuguesa De Actualidades Cinematográficas LDA, 1994).

## Сюжет
Первый фильм Мануэля де Оливейра, снятый под влиянием авангардного направления кинематографа двадцатых-тридцатых годов в гавани португальского города Порту. Поэтический рассказ о жизни рабочего города, портретная галерея современника, показанная на контрасте патриархального уклада размеренной трудовой жизни рыбака и крестьянина с техническими новинками того времени. Одной из важных декораций ленты служит Мост дона Луиша через реку Дору, сооружённый по проекту ученика Гюстава Эйфеля Теофила Сейрига.
Фильм предваряет авторский текст: «Дору, река в Португалии, живущая своей, особенной жизнью среди рукотворных берегов и работающих на ней людей»

## Съёмочная группа
- Автор сценария и режиссёр-постановщик: Мануэл де Оливейра
- Оператор-постановщик: Антонио Мендес
- Композитор: Луиш Де Фрейтас Бранко
- Инженеры: Фернандо Бернальдес, Луис Верол Фразао

## Технические данные
- Система: Camerèclair — Rádio — Cinema
- Время: 18 мин.
- Цвет: Чёрно-белый